# Воксхол (Пенсилванија)
Воксхол (енгл. Woxhall) насељено је место без административног статуса у америчкој савезној држави Пенсилванија.

## Демографија
По попису из 2010. године број становника је 1.318.
| Група             | 2000.    | 2010.         |
| Белци             | 0 (0,0%) | 1.248 (94,7%) |
| Афроамериканци    | 0 (0,0%) | 17 (1,3%)     |
| Азијати           | 0 (0,0%) | 10 (0,8%)     |
| Хиспаноамериканци | 0 (0,0%) | 26 (2,0%)     |
| Укупно            | 0        | 1.318         |